# Mlake (gmina Muta)
Mlake – wieś w Słowenii, w gminie Muta. 1 stycznia 2017 liczyła 40 mieszkańców.